# Todos por Hidalgo
Todos por Hidalgo es una localidad de México localizada en el municipio de Huejutla de Reyes en el estado de Hidalgo.

## Geografía
Se encuentra en la región geográfica de la Huasteca hidalguense. A la localidad le corresponden las coordenadas geográficas 21° 09’ 11.424” de latitud norte y 98° 23’ 18.657” de longitud oeste, con una altitud de 112 m s. n. m. Cuenta con un clima semicálido húmedo con abundantes lluvias en verano.
En cuanto a fisiografía se encuentra en la provincia de la Llanura Costera del Golfo Norte, dentro de la subprovincia de Llanuras y Lomeríos; su terreno es de lomerío. En lo que respecta a la hidrografía se encuentra posicionado en la región de Pánuco, dentro de la cuenca del río Moctezuma, y en la subcuenca del río Los Hules.

## Demografía
En 2020 registró una población de 538 personas, lo que corresponde al 0.42 % de la población municipal. De los cuales 239 son hombres y 299 son mujeres.
| Gráfica de evolución demográfica de Todos por Hidalgo entre 2000 y 2020                      |
|                                                                                              |
| Población de los censos y conteos del Instituto Nacional de Estadística y Geografía (INEGI). |